# Андрєєв Сергій Ілліч
Сергі́й Іллі́ч Андрє́єв (19 жовтня 1905, місто Сестрорєцьк Санкт-Петербурзької губернії, тепер Ленінградська область, Російська Федерація — розстріляний 27 листопада 1937) — радянський комсомольський діяч, 1-й секретар ЦК ЛКСМ України. Член ЦК КП(б)У в січні 1933 — серпні 1937 р. Кандидат у члени Організаційного бюро ЦК КП(б)У в квітні 1933 — січні 1934 р. Член Організаційного бюро ЦК КП(б)У в січні 1934 — серпні 1937 р. Член Бюро ЦК ВЛКСМ в січні 1931 — 1937 р.

## Біографія
Народився 6(19) жовтня 1905 року в родині робітника. Закінчив чотири класи церковнопарафіяльної школи.
Трудову діяльність розпочав у дванадцятирічному віці на інструментальному заводі міста Сестрорєцька. Потім працював учнем слюсаря, слюсарем інструментального заводу у місті Коврові Владимирської губернії. У 1920 році вступив до комсомолу (РКСМ).
У 1923—1925 роках — секретар заводського осередку РКСМ Ковровського кулеметного заводу. Член ВКП(б) з 1924 року.
У 1925—1928 роках — секретар Ковровського промислового повітового комітету РЛКСМ Владимирської губернії; завідувач організаційного відділу, секретар Владимирського губернського комітету ВЛКСМ.
У 1928 році — секретар Організаційного бюро ЦК ВЛКСМ по Центрально-Чорноземній області. У 1928—1929 роках — 1-й секретар Центрально-Чорноземного обласного комітету ВЛКСМ.
У березні — вересні 1929 року — завідувач відділу культури і пропаганди ленінізму (агітаційно-пропагандистського відділу) ЦК ВЛКСМ.
20 вересня 1929 — 2 лютого 1931 року — 1-й секретар Північно-Кавказького крайового комітету ВЛКСМ.
З 26 січня 1931 до 1932 року — секретар ЦК ВЛКСМ із пропаганди.
У листопаді 1932 — липні 1937 року — генеральний — 1-й секретар ЦК ЛКСМ України.
Одночасно, 16 травня 1935 — 28 червня 1936 року — голова Вищої ради фізичної культури при ВУЦВК УСРР. 28 червня — 7 вересня 1936 року — голова Українського комітету у справах фізкультури і спорту при Раді народних комісарів УРСР.
1 липня 1937 року заарештований органами НКВС. Засуджений до розстрілу 21 жовтня 1937 року, розстріляний. Посмертно реабілітований у серпні 1955 року.

## Нагороди
- орден Леніна (29.10.1933)